# Бетертон (Мериленд)
Бетертон (енгл. Betterton) град је у америчкој савезној држави Мериленд.

## Демографија
По попису из 2010. године број становника је 345, што је 31 (-8,2%) становника мање него 2000. године.
| Група             | 2000.       | 2010.       |
| Белци             | 335 (89,1%) | 317 (91,9%) |
| Афроамериканци    | 8 (2,1%)    | 10 (2,9%)   |
| Азијати           | 0 (0,0%)    | 2 (0,6%)    |
| Хиспаноамериканци | 31 (8,2%)   | 10 (2,9%)   |
| Укупно            | 376         | 345         |